# Academia de Ciências do Estado de São Paulo
A Academia de Ciências do Estado de São Paulo (ACIESP) é uma academia científica fundada em 1974. Tem como objetivo o desenvolvimento da ciência no estado de São Paulo. Realiza congressos, publica livros, organiza olimpíadas científicas e presta apoio a estudantes por meio de bolsas de estudo.

## Diretorias
A lista de Diretorias, incluindo os anos do mandatos e o nome dos Presidentes e Vice-Presidentes, está logo abaixo:
| Anos        | Presidente                  | Vice-Presidente                     |
| ----------- | --------------------------- | ----------------------------------- |
| 1979 - 1981 | Crodowaldo Pavan            | José Reis                           |
| 1981 - 1983 | Sérgio Mascarenhas Oliveira | Oscar Sala                          |
| 1983 - 1985 | Lourival Carmo Mônaco       | Adolfo José Melfi                   |
| 1985 -1987  | Oscar Sala                  | Marcello Damy de Souza Santos       |
| 1987 - 1989 | Waldyr Muniz Oliva          | Luciano Francisco Pacheco do Amaral |
| 1989 - 1991 | Ivan Cunha Nascimento       | César Timo-Iaria                    |
| 1991 - 1993 | César Timo-Iaria            | Geraldo Vicentini                   |
| 1993 - 1995 | Dalmo de Souza Amorim       | Pedro Alberto Morettin              |
| 1995 - 1997 | Gerhard Malnic              | Henrique Fleming                    |
| 1997 - 1999 | Alberto Carvalho da Silva   | João Lúcio de Azevedo               |
| 1999 - 2006 | Walter Colli                | Paulo Alexandre Abrahamsohn         |
| 2007 - 2009 | Paulo Alexandre Abrahamsohn | Walter Colli                        |
| 2009 - 2011 | Sylvio Ferraz Mello         | Umberto Giuseppe Cordani            |
| 2011 - 2015 | José Eduardo Krieger        | Esper Abrão Cavalheiro              |
| 2015 - 2019 | Marcos Silveira Buckeridge  | Vanderlan Bolzani                   |
| 2019 - 2023 | Vanderlan Bolzani           | Paulo Artaxo                        |
| 2023 - 2026 | Adriano D. Andricopulo      | Marie Anne van Sluys                |